# Markko Märtin
Markko Märtin (* 10. listopadu 1975 Tartu) je estonský rallyeový jezdec.

## Kariéra

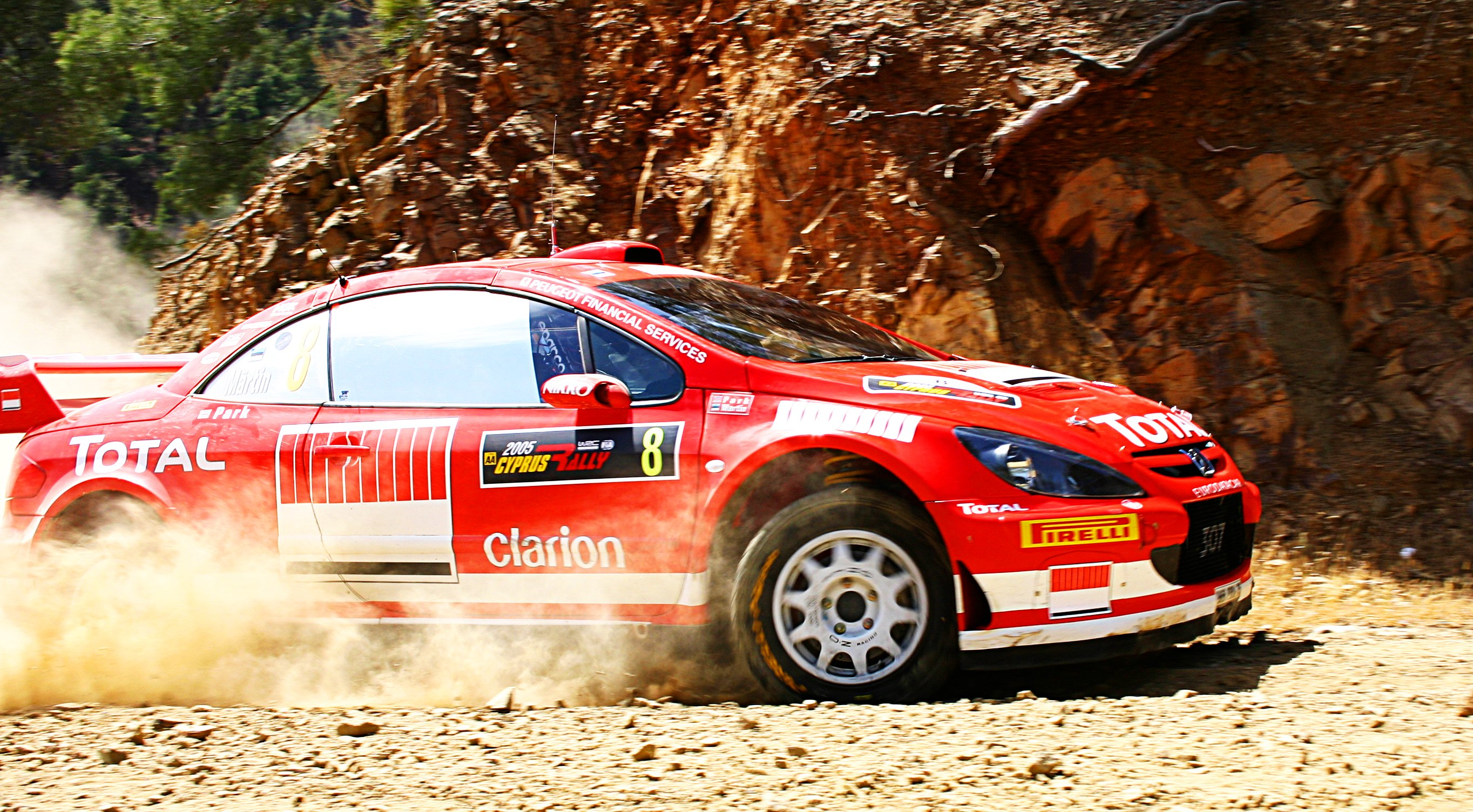
Na Kyperské rallye 2005

Jeho otec byl soutěžním jezdcem a tak se od mala pohyboval v prostředí rally. První soutěž absolvoval v 18 s vozem Lada Samara. Hned v témže roce byl vicemistrem Estonska v kategorii Formule 2. V roce 1995 už byl mistrem v této kategorii. V dalším roce přešel na vůz Ford Escort Cosworth skupiny N a skončil druhý v absolutní klasifikaci. Koncem roku startoval s vozem Toyota Celica GT-Four ST-205 v Litvě a rozhodl se, že další rok pojede s tímto vozem, což proměnil v zisk titulu Mistr Estonska. Další rok poprvé startoval na Finské rallye, kterou nedokončil a Rallye Velké Británie 1998, kde dojel devátý.
Díky tomu získal smlouvu na starty s vozem Fordem Escort WRC na soutěžích Katalánská rallye 1999 a Portugalská rallye 1999. Díky dobrým výkonům mu šéf týmu Toyota Motorsport zajistil starty ve zbytku sezony s vozem Toyota Corolla WRC Švédského týmu a plánoval jej angažovat pro sezonu Mistrovství světa v rallye 2000. Tým ale své působení v mistrovství ukončil a Markko tak startoval se soukromou Corollou. Díky dobrým výkonům dostal nabídku téměř od všech továrních týmů, ale nakonec se pro sezonu Mistrovství světa v rallye 2001 stal třetím členem Subaru World Rally Teamu. Nejlepším závodem byla Finská rallye 2001, kdy dojel pátý. Díky tomu jej jako třetího jezdce pro rok 2002 angažoval tým Ford M-Sport. Po sezoně z týmu odešli Colin McRae i Carlos Sainz a on se stal pro dvě sezony týmovou jedničkou. Pro sezonu Mistrovství světa v rallye 2005 byl členem týmu Peugeot Sport. Na Velšské rallye ale došlo k tragické nehodě, při které zemřel jeho spolujezdec Michael Park. Märtin poté ukončil aktivní závodní kariéru.
Startoval sporadicky na nějakých soutěžích a pomáhal se začátky mladým estonským jezdcům. Také byl partnerem Kena Blocka v jeho týmu.